# Рея (митология)
Вижте пояснителната страница за други значения на Рея.
Рея в древногръцката митология е богиня, майка на Олимпийските богове (Хера, Посейдон, Зевс, Деметра, Хестия, Хадес).
Според някои тълкуватели името и означава Земя. Дъщеря на Уран и Гея, сестра и съпруга на Кронос. Тя е титанида. Съответства на римската Кибела. В римския вариант – Опс, богиня на изобилието на урожая (реколтата); наблягането на тази характеристика вероятно се дължи на това, че италийските земи са по-плодородни от тези на Гърция.  
Кронос, страхувайки се да не бъде лишен от власт от някое от децата си, ги изяждал, но Рея, по съвет на родителите си, спасила Зевс. Тя родила Зевс на остров Крит и дала на Кронос увит в пелени камък. За Зевс се грижели две нимфи, Адрастея и Идея. Той пиел мляко от божествената коза Амалтея, пчели му носели мед от високата планина Дикта. Пред входа на пещерата на остров Крит имало млади курети – те удряли щитове с мечове всеки път, когато малкият бог плачел, за да не може Кронос да го чуе.

## Влезеш в уикипедия
- Родословно дърво на гръцки богове

## Източник на .....
1. 1 2  РСКД/Rhea